# 足利短期大学
足利短期大学（日语：／ Ashikaga Tanki Daigaku *），简称足短（あしたん），是一所位于日本栃木县足利市的私立短期大学。

## 概要

### 简介
- 学校最早可以追溯到1925年[2]、短期大学为于1979年开办[2]、由学校法人足利工业大学经营。教育的基础是圣德太子的佛教思想[3]、是男女同校。「和颜爱语」为学园训[4]。

### 历史
- 1979年 足利短期大学成立并同时设置一个学科幼儿教育科[2][5]。
- 1996年 护理科成立[2][5]。
- 2000年 福利专攻成立于专科（招生到2009年、停办于2010年）。
- 2010年 两个学科改名为、以下列举[2][5]。
  - 幼儿教育科→儿童学科[注 1]
  - 护理科→护理学科（以后招生到于2012年[6]）

### 宪章
- 请参看足利短期大学的标志 （日語） 2014年2月12日阅览。

## 学校环境
- 校区：在栃木县足利市

## 历任校长
- 垣下清一郎：第一代短期大学校长[7]。
- 谷萩唱道：现在短期大学校长[8]

## 组织

### 学科
- 儿童学科[注 1]
- 护理学科[注 2]

### 专科
| - 福利专攻 |

### 业余课程
| - 没有 |

### 附属学校
| - 幼儿园 - 高等学校 |

## 相关链接
- 日本短期大学列表